# Xian de Pinghe
Le xian de Pinghe (平和县 ; pinyin : Pínghé Xiàn) est un district administratif de la province du Fujian en Chine. Il est placé sous la juridiction de la ville-préfecture de Zhangzhou.

## Démographie
La population du district était de 538 558 habitants en 1999.